# Lijst van ministers van Onderwijs en Vorming in de Franse Gemeenschap
Dit is een lijst van alle ministers van Onderwijs en Vorming in de Franse Gemeenschapsregering.
In zowel Wallonië als in Brussel is de Franse Gemeenschapsregering bevoegd voor het Franstalige onderwijs. Oorspronkelijk telde deze regering maar één minister voor onderwijs, maar sinds de regering-Onkelinx I werd het departement onderwijs opgesplitst in een ministerie voor basisonderwijs enerzijds en een ministerie voor hoger onderwijs anderzijds.
Tussen 1999 en 2001 werd een extra minister van Sociale Promotie aangesteld, een functie die nadien terug werd toegevoegd aan de minister van Basisonderwijs.

## Lijst
| Nr.   | Minister        | Minister                       | Partij            | Partij      | Begin                        | Einde                                   | Regering(en)        | Bevoegdheid                                           |
| ----- | --------------- | ------------------------------ | ----------------- | ----------- | ---------------------------- | --------------------------------------- | ------------------- | ----------------------------------------------------- |
| 1     |                 | Philippe Monfils (1939)        |                   | PRL         | 22 december 1981             | 3 december 1985                         | Moureaux I          | Vorming                                               |
| 2     |                 | Robert Urbain (1930-2018)      |                   | PS          | 22 december 1981             | 3 december 1985                         | Moureaux I          | Onderwijs                                             |
| 3     |                 | Edouard Poullet (1929)         |                   | PSC         | 3 december 1985              | 2 februari 1988                         | Monfils             | Vorming                                               |
| 4     |                 | André Bertouille (1932)        |                   | PRL         | 3 december 1985              | 2 februari 1988                         | Monfils             | Onderwijs                                             |
| 5     |                 | Jean-Pierre Grafé (1932-2019)  |                   | PSC         | 2 februari 1988              | 7 januari 1992                          | Moureaux II, Féaux  | Onderwijs en Vorming                                  |
| 6     |                 | Yvan Ylieff (1941)             |                   | PS          | 17 januari 1989              | 7 januari 1992                          | Féaux               | Onderwijs                                             |
| 7     |                 | Michel Lebrun (1949)           |                   | PSC         | 7 januari 1992               | 21 juni 1995                            | Anselme, Onkelinx I | Hoger Onderwijs                                       |
| 8     |                 | Elio Di Rupo (1951)            |                   | PS          | 7 januari 1992               | 26 januari 1994                         | Anselme, Onkelinx I | Onderwijs                                             |
| 9     |                 | Philippe Mahoux (1944)         |                   | PS          | 26 januari 1994              | 21 juni 1995                            | Onkelinx I          | Onderwijs                                             |
| 10    |                 | Laurette Onkelinx (1958)       |                   | PS          | 21 juni 1995                 | 13 juli 1999                            | Onkelinx II         | Onderwijs                                             |
| [ 1 ] |                 | Jean-Pierre Grafé (1932-2019)  |                   | PSC         | 21 juni 1995                 | 11 december 1996                        | Onkelinx II         | Hoger Onderwijs                                       |
| 11    |                 | William Ancion (1941)          |                   | PSC         | 11 december 1996             | 13 juli 1999                            | Onkelinx II         | Hoger Onderwijs                                       |
| 12    |                 | Charles Picqué (1948)          |                   | PS          | 21 juni 1995                 | 13 juli 1999                            | Onkelinx II         | Voortgezet Onderwijs                                  |
| 13    |                 | Pierre Hazette (1939)          |                   | PRL         | 13 juli 1999                 | 19 juli 2004                            | Hasquin             | Secundair Onderwijs                                   |
| 14    |                 | Françoise Dupuis (1949)        |                   | PS          | 13 juli 1999                 | 19 juli 2004                            | Hasquin             | Hoger Onderwijs                                       |
| 14    | 1 januari 2001  | Françoise Dupuis (1949)        | 19 juli 2004      | PS          | Onderwijs voor Sociale Actie |                                         | Hasquin             |                                                       |
| [ 1 ] |                 | Yvan Ylieff (1941)             |                   | PS          | 13 juli 1999                 | 4 april 2000                            | Hasquin             | Onderwijs voor Sociale Promotie                       |
| 15    |                 | Willy Taminiaux (1939-2018)    |                   | PS          | 4 april 2000                 | 1 januari 2001                          | Hasquin             | Onderwijs voor Sociale Promotie                       |
| 16    |                 | Marie Arena (1966)             |                   | PS          | 19 juli 2004                 | 20 maart 2008                           | Arena               | Verplicht Onderwijs                                   |
| 16    | 19 juli 2004    | Marie Arena (1966)             | 20 juli 2007      | PS          | Sociale Promotie             |                                         | Arena               |                                                       |
| 17    |                 | Marie-Dominique Simonet (1959) |                   | cdH         | 19 juli 2004                 | 16 juli 2009                            | Arena, Demotte I    | Hoger Onderwijs                                       |
| 17    | 16 juli 2009    | Marie-Dominique Simonet (1959) | 17 juli 2013      | cdH         | Demotte II                   | Verplicht Onderwijs en Sociale Promotie |                     |                                                       |
| 18    |                 | Marc Tarabella (1963)          |                   | PS          | 20 juli 2007                 | 16 juli 2009                            | Arena, Demotte I    | Onderwijs voor Sociale Promotie                       |
| 19    |                 | Christian Dupont (1947)        |                   | PS          | 20 maart 2008                | 16 juli 2009                            | Demotte I           | Verplicht Onderwijs                                   |
| 20    |                 | Jean-Claude Marcourt (1956)    |                   | PS          | 16 juli 2009                 | 17 september 2019                       | Demotte II, III     | Hoger Onderwijs                                       |
| 20    | 3 december 2018 | Jean-Claude Marcourt (1956)    | 17 september 2019 | PS          | Demotte III                  | Onderwijs voor Sociale Promotie         |                     |                                                       |
| 21    |                 | Marie-Martine Schyns (1977)    |                   | cdH         | 17 juli 2013                 | 22 juli 2014                            | Demotte II          | Verplicht Onderwijs en Sociale Promotie               |
| 22    |                 | Joëlle Milquet (1961)          |                   | cdH         | 22 juli 2014                 | 11 april 2016                           | Demotte III         | Onderwijs                                             |
| 23    |                 | Isabelle Simonis (1967)        |                   | PS          | 22 juli 2014                 | 3 december 2018                         | Demotte III         | Onderwijs voor Sociale Promotie                       |
| [ 1 ] |                 | Marie-Martine Schyns (1977)    |                   | cdH         | 11 april 2016                | 17 september 2019                       | Demotte III         | Leerplichtonderwijs                                   |
| 24    |                 | Valérie Glatigny (1973)        |                   | MR          | 17 september 2019            | 19 juli 2023                            | Jeholet             | Hoger Onderwijs en Onderwijs voor Sociale Promotie    |
| 25    |                 | Caroline Désir (1976)          |                   | PS          | 17 september 2019            | 16 juli 2024                            | Jeholet             | Onderwijs                                             |
| 26    |                 | Pierre-Yves Jeholet (1968)     |                   | MR          | 19 juli 2023                 | 16 juli 2024                            | Jeholet             | Onderwijs voor Sociale Promotie                       |
| 27    |                 | Françoise Bertieaux (1958)     |                   | MR          | 19 juli 2023                 | 16 juli 2024                            | Jeholet             | Hoger Onderwijs                                       |
| 28    |                 | Elisabeth Degryse (1980)       |                   | Les Engagés | 16 juli 2024                 | heden                                   | Degryse             | Hoger Onderwijs, Schoolgebouwen en Permanente Vorming |
| [ 1 ] |                 | Valérie Glatigny (1973)        |                   | MR          | 16 juli 2024                 | heden                                   | Degryse             | Verplicht Onderwijs                                   |